# Monte Marenzo
Monte Marenzo là một đô thị trong tỉnh Lecco, trong vùng Lombardia của Ý, cự ly khoảng 40 km về phía đông bắc của Milan và khoảng 10 km về phía đông nam của Lecco. Tại thời điểm ngày 31 tháng 12 năm 2004, đô thị này có dân số 2.013 người và diện tích là 3,0 km².
Monte Marenzo giáp các đô thị: Brivio, Calolziocorte, Cisano Bergamasco, Torre de' Busi.